# Triviidae
Die Triviidae sind eine Familie ausschließlich mariner Schnecken, die mit Ausnahme der antarktischen Gewässer fast weltweit vorkommen. Sie ernähren sich sehr spezifisch von Seescheiden (Ascidiae). 

## Merkmale
Die meist kleinen Gehäuse sind rechts gewunden und sind konvolut bis trochospiral. Die Adultgröße beträgt nur etwa 1,5 bis 27 Millimeter (meist 4 bis 15 Millimeter). Bei einigen Arten erstreckt sich die schmale Mündung über die gesamte Länge (bei konvolut gewundenen Gehäusen). Bei anderen Arten ist die Mündung etwas kürzer als die Gesamtlänge. Die Gehäuse werden meist von zwei Mantellappen vollständig bedeckt. Wird das Tier gereizt, zieht es sich langsam in das Gehäuse zurück. Bei Trivia wird das Gehäuse von quer zur Längsachse verlaufenden Querrippen bedeckt. Bei anderen Gattungen ist das Gehäuse glatt oder mit feinen Pusteln bedeckt. Der Fuß ist verhältnismäßig klein, ebenso das Propodium. Es ist kein Operculum vorhanden. Die ontogenetische Entwicklung erfolgt über eine Plankton fressende Veliger-Larve.

## Lebensweise
Triviidae leben vom Gezeitenbereich bis in etwa 1.000 Meter Wassertiefe. Die Hauptverbreitung ist jedoch im Flachwasserbereich. Sie leben zusammen mit Seescheiden, von denen sie sich hauptsächlich ernähren. 

## Systematik
Die systematische Stellung der Familie wird noch ziemlich kontrovers diskutiert. Götting (1997) ordnet sie der Überfamilie Cypraeoidea zu, Millard (1997) und Ponder & Lindberg (1997) stellen sie in eine eigene Überfamilie Trivioidea, Riedel (2000) reiht sie in die Überfamilie Lamellarioidea ein, während Bouchet & Rocroi (2005) sie in die Überfamilie Velutinoidea stellen. Die Familie Triviidae wird in zwei Unterfamilien unterteilt:
- Eratoinae Gill, 1871
- Triviinae Troschel, 1863
  - Europäische Kauri (Trivia monacha)

und weist in den Gattungen Erato, Proterato, Pseudotrivia, Trivia, Triviella und Trivirostra insgesamt rund 100 Arten auf.